# Rhodell
Rhodell est une ville américaine située dans le comté de Raleigh en Virginie-Occidentale.
Selon le recensement de 2010, Rhodell compte 173 habitants. La municipalité s'étend sur 0,31 milles carrés (0,8 km2).
La ville est fondée en 1907 et devient une municipalité en 1937. D'abord appelée Rhodesdale, elle est nommée en l'honneur de I.J. Rhodes, l'un de ses fondateurs.